# ويلو هاند
ويلو هاند (بالإنجليزية: Willow Hand)‏ هي عارضة أمريكية، ولدت في 19 ديسمبر 1998 في مقاطعة ماريون في الولايات المتحدة.